# Brianne Theisen-Eaton
Brianne Theisen-Eaton, kanadska atletinja, * 18. december 1988, Saskatoon, Saskatchewan, Kanada.
Nastopila je na poletnih olimpijskih igrah v letih 2012 in 2016, ki je osvojila bronasto medaljo v sedmeroboju, leta 2012 je bila deveta. Na svetovnih prvenstvih je osvojila dve srebrni medalji isti disciplini v letih 2013 in 2015, na svetovnih dvoranskih prvenstvih naslov prvakinje leta 2016 in podprvakinje leta 2014 v peteroboju, na igrah Skupnosti narodov zlato medaljo v sedmeroboju leta 2014, na panameriških igrah pa bronasto medaljo v štafeti 4x400 m leta 2015.